# Constantin Franz Florian Anton von Kauz
Constantin Franz Florian Anton von Kauz (auch Khautz, Kautz oder Cauz; * 21. Mai 1735 in Wien; † 28. Januar 1797 ebenda) war ein österreichischer Historiker.

## Leben
Kauz war der Sohn des fürstlich-lichtenthalschen Verwalters Johann Peter von Kauz. Er besuchte zunächst die Schulen von Ungarisch Hradisch, bevor er auf das Jesuitengymnasium Brünn und schließlich auf das Jesuitengymnasium Wien kam. Der in den alten Sprachen begabte Schüler wurde von seinem Onkel Franz Christoph Scheyb gefördert und kam 1753 zum Studium der Philosophie an der Universität Wien. Im Fachstudium widmete er sich zunächst dem Wunsch des Vaters entsprechend der Medizin. Nach dessen Tod wechselte er zur Rechtswissenschaft, wobei ihm Karl Anton von Martini und Paul Joseph von Riegger wohlgesinnt gegenüberstanden. Zudem widmete er sich vermehrt der Geschichtswissenschaft.
Kauz wirkte von 1756 bis 1771/1772 als Privatgelehrter und hielt als solcher auch Vorlesungen, vornehmlich über rechtswissenschaftliche Themen. 1772 erfolgte schließlich seine Ernennung zum Kaiserlichen Rat sowie zum Beisitzer der Bücherhofkommission. Als solcher wirkte er bis zu seinem Tod.
Kauz war ab 1755 gewähltes Mitglied der k. k. Akademie von Roveredo.

## Werke (Auswahl)
- Versuch einer Geschichte der Oesterreichischen Gelehrten, Jahn, Frankfurt und Leipzig 1755 (Digitalisat).
- Exercitatio Academica De Scriptvra Sacra Primo Ivris Ecclesiastici Fonte, Tattner, Wien 1756 (Digitalisat).
- Beobachtung über das Wort Oesterreich: Entgegengesetzet einer Beobachtung (Titl.) H. Prof. Gottscheds, Tattner, Wien 1760 (Digitalisat).
- Ueber den österreichischen erzherzoglichen Wappenschild: eine historischkritische Abhandlung, Kurzbeck, Wien 1778 (Digitalisat).
- Vollständige Aufklärung der Geschichte des österreichischen erzherzoglichen Wappenschildes, 2 Bände, Mößle, Wien 1783 (Digitalisat Band 1; Digitalisat Band 2).
- Pragmatische Geschichte des Markgrafthumes Oesterreich vom Anfange des Landes bis zum angehenden Herzogthume, 2 Bände, Ghelen, Wien 1788–1792 (Digitalisat Band 1; Digitalisat Band 2).